# 河北省人民政府
河北省人民政府，是中华人民共和国河北省的省级地方行政机关。

## 沿革
1949年8月1日，河北省人民政府正式成立，省会在保定市。1955年，改组为河北省人民委员会。1958年2月，天津市曾与河北省合并，河北省会改设于天津。1967年1月，天津市恢复为直辖市，河北省会迁回保定市，但因河北省人民委员会被“夺权”及保定武斗，河北省陷入了无政府状态。1968年1月，北京军区召开河北省革命委员会筹备会议，在郑维山、李雪峰署名向中央呈报《北京军区关于建立河北省革命委员会的请示报告》获准后，河北省会又被遷往石家庄市，当年2月即挂牌建立河北省革命委员会。1980年1月，河北省革命委员会撤销，复设河北省人民政府。2016年5月，河北省人民政府驻地由石家庄市桥西区维明南大街46号迁至石家庄市长安区裕华东路113号。

## 职权
根据《中华人民共和国地方各级人民代表大会和地方各级人民政府组织法》第七十三条，县级以上的地方各级人民政府行使下列职权：
1. 执行本级人民代表大会及其常务委员会的决议，以及上级国家行政机关的决定和命令，规定行政措施，发布决定和命令；
2. 领导所属各工作部门和下级人民政府的工作；
3. 改变或者撤销所属各工作部门的不适当的命令、指示和下级人民政府的不适当的决定、命令；
4. 依照法律的规定任免、培训、考核和奖惩国家行政机关工作人员；
5. 编制和执行国民经济和社会发展规划纲要、计划和预算，管理本行政区域内的经济、教育、科学、文化、卫生、体育、城乡建设等事业和生态环境保护、自然资源、财政、民政、社会保障、公安、民族事务、司法行政、人口与计划生育等行政工作；
6. 保护社会主义的全民所有的财产和劳动群众集体所有的财产，保护公民私人所有的合法财产，维护社会秩序，保障公民的人身权利、民主权利和其他权利；
7. 履行国有资产管理职责；
8. 保护各种经济组织的合法权益；
9. 铸牢中华民族共同体意识，促进各民族广泛交往交流交融，保障少数民族的合法权利和利益，保障少数民族保持或者改革自己的风俗习惯的自由，帮助本行政区域内的民族自治地方依照宪法和法律实行区域自治，帮助各少数民族发展政治、经济和文化的建设事业；
10. 保障宪法和法律赋予妇女的男女平等、同工同酬和婚姻自由等各项权利；
11. 办理上级国家行政机关交办的其他事项。

## 机构设置
根据中共中央办公厅、国务院办公厅《关于印发〈河北省机构改革方案〉的通知》，河北省人民政府设置工作部门43个，其中省政府办公厅和组成部门24个，直属特设机构1个，直属机构11个，部门管理机构7个。
河北省人民政府设置下列机构：
- 河北省人民政府办公厅

### 组成部门
- 河北省发展和改革委员会
- 河北省教育厅
- 河北省科学技术厅
- 河北省工业和信息化厅
- 河北省民族事务委员会
- 河北省公安厅
- 河北省民政厅
- 河北省司法厅
- 河北省财政厅
- 河北省人力资源和社会保障厅
- 河北省自然资源厅
- 河北省生态环境厅
- 河北省住房和城乡建设厅
- 河北省交通运输厅
- 河北省水利厅
- 河北省农业农村厅
- 河北省商务厅
- 河北省文化和旅游厅
- 河北省卫生健康委员会
- 河北省退役军人事务厅
- 河北省应急管理厅
- 河北省审计厅
- 河北省人民政府外事办公室

（省科学技术厅挂省外国专家局牌子；省自然资源厅挂省海洋局牌子。）

### 直属特设机构
- 河北省人民政府国有资产监督管理委员会

### 直属机构
- 河北省市场监督管理局
- 河北省广播电视局
- 河北省体育局
- 河北省统计局
- 河北省机关事务管理局
- 河北省人民政府研究室
- 河北省国防动员办公室
- 河北省乡村振兴局
- 河北省政务服务管理办公室
- 河北省医疗保障局（副厅级）

（省市场监督管理局挂知识产权局牌子；省国防动员办公室挂省人民防空办公室牌子。）

### 部门管理机构
- 河北省粮食和物资储备局，由省发展和改革委员会管理。
- 河北省能源局，由省发展和改革委员会管理。
- 河北省监狱管理局，由省司法厅管理。
- 河北省林业和草原局，由省自然资源厅管理。
- 河北省文物局，由省文化和旅游厅管理。
- 河北省中医药管理局，由省卫生健康委员会管理。
- 河北省药品监督管理局，由省市场监督管理局管理。

### 直属事业单位
- 河北省科学院
- 河北省社会科学院
- 河北省农林科学院
- 河北省煤田地质局
- 河北省地质矿产勘查开发局
- 河北省供销合作总社
- 河北省第24届冬奥会工作领导小组办公室

### 派出机构

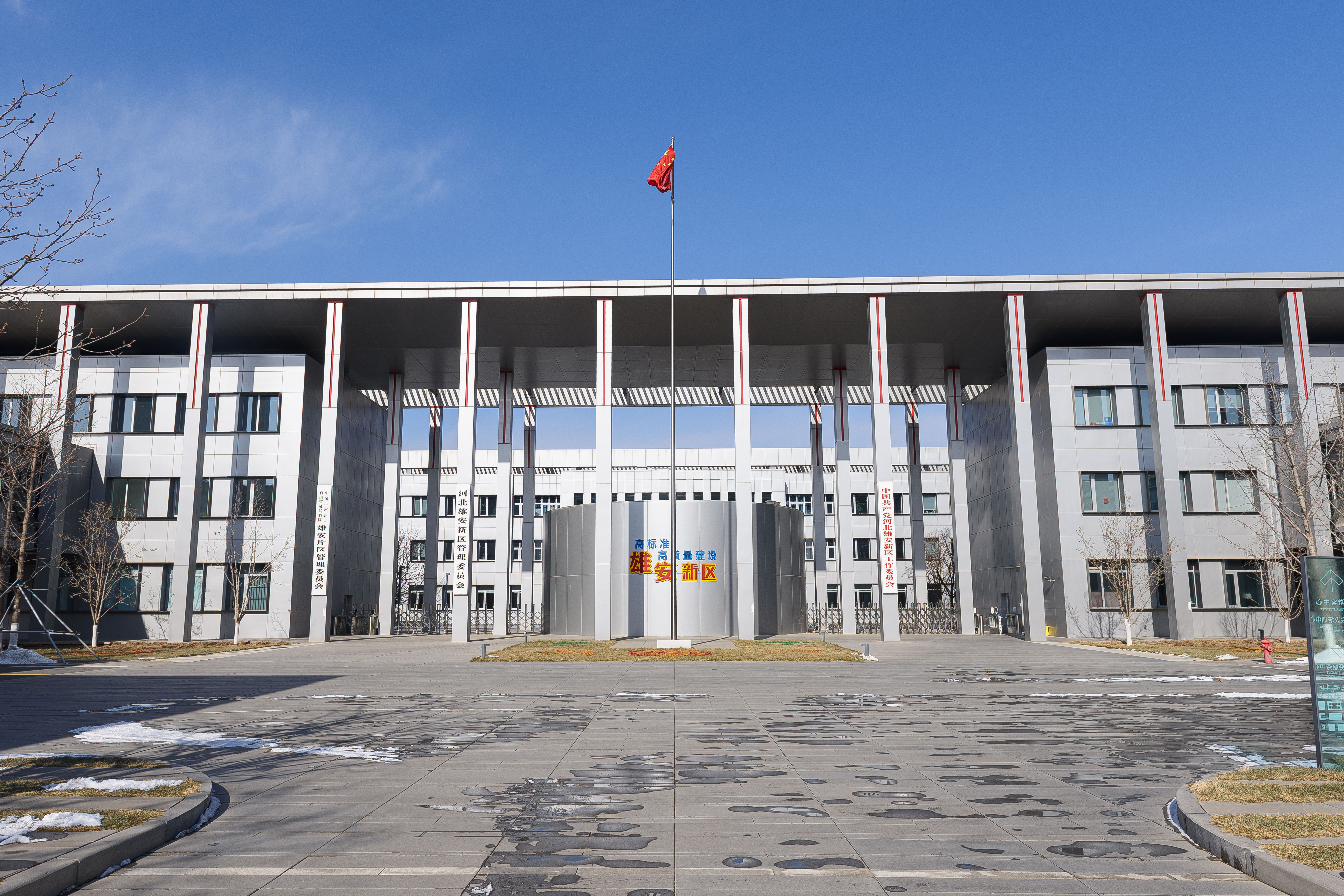
河北雄安新区管理委员会

- 河北雄安新区管理委员会
- 河北省人民政府驻北京办事处
- 河北省政务服务管理办公室

## 历任领导
| 河北省人民政府省长 …… - 程维高（1990年7月－1993年1月） - 叶连松（1993年1月－1998年11月） - 钮茂生（1998年11月－2002年12月） - 季允石（2002年12月－2006年10月） - 郭庚茂（2006年10月－2008年4月） - 胡春华（2008年4月－2009年12月） - 陈全国（2009年12月－2011年8月） - 张庆伟（2011年8月－2017年4月） - 许勤（2017年4月－2021年10月） - 王正谱（2021年10月至今） 河北省人民政府常务副省长 …… - 郭庚茂（2000年12月－2006年10月） - 付志方（2006年10月－2010年8月） - 赵勇（2010年8月－2011年11月） - 杨崇勇（2011年12月－2016年1月） - 袁桐利（2016年5月－2021年12月） - 葛海蛟（2021年12月－2023年5月） - 张成中（2023年7月－2024年11月） - 赵辰昕（2025年6月至今） 河北省人民政府秘书长 …… - 张群生（1996年－1999年） - 赵铁练（2000年－2003年1月） - 尹亚力（2003年1月－2013年3月） - 朱浩文（2013年3月至今） | 河北省人民政府副省长 …… - 宋恩华（2002年1月－2013年1月） - 龙庄伟（2003年1月－2013年1月） - 孙士彬（2003年1月－2012年3月） - 孙瑞彬（2008年1月－2010年8月） - 张杰辉（2010年8月－2017年1月） - 沈小平（2011年1月－2018年1月） - 杨汭（2012年1月－2014年12月） - 许宁（2013年1月－2017年1月） - 姜德果（2013年1月－2017年1月） - 董仚生（2014年12月－2016年9月） - 王晓东（2016年5月－2018年1月） - 张古江（2017年1月－2020年1月） - 徐建培（2017年3月－2021年3月） - 李谦（2017年3月－2019年8月） - 陈刚（2017年7月－2020年11月） - 刘凯（2018年1月－2022年5月） - 夏延军（2018年1月－2022年1月） - 时清霜（2018年1月至今） - 丁绣峰（2020年11月－2021年9月） - 张国华（2021年2月－2023年1月，省委常委，河北雄安新区党工委书记、管委会主任） - 严鹏程（2021年2月－2023年5月） - 高云霄（2021年5月－2023年1月） - 胡启生（2021年5月－2025年1月） - 金晖（2023年1月至今） - 刘文玺（2022年5月－2022年7月） - 王立彤（2023年1月至今） - 董兆伟（2023年1月至今） - 赵大春（2023年11月至今） - 赵新海（2025年1月至今） |